# Philippe Tchirko
Pilip Tchirko, en ukrainien : Пилип Антонович Чирко - Pylyp Antonovytch Tchyrko, né le 3 juillet 1859 à Kiev et mort le 21 mars 1928 à Tchernihiv, est un peintre ukrainien.

## Biographie
Il étudie à l'École de peinture de Kiev élève de Nikolaï Mourachko et à l'Académie russe des Beaux-Arts.

## Galerie d'œuvres
Approche non exhaustive. 

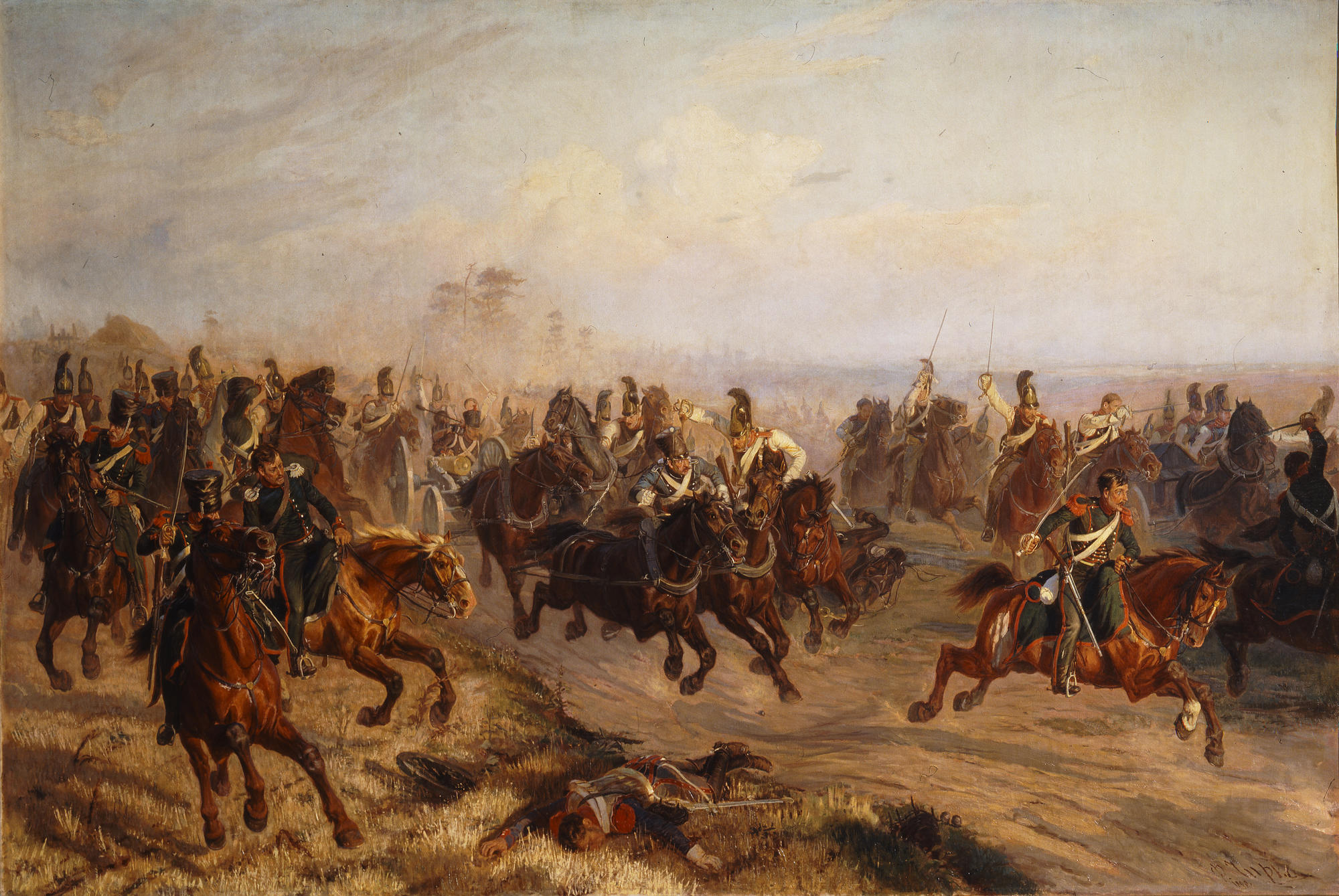
Première bataille de Polotsk.
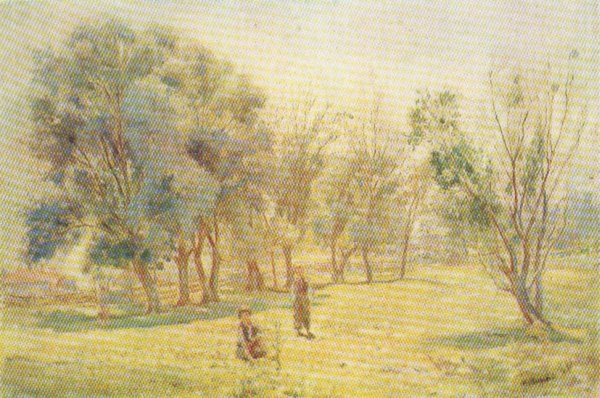
Paysage au Musée régional d'art de Tchernihiv.